# Sean Blowers
Sean Blowers (12 de enero de 1961) es un actor británico. Es conocido por su papel de John Hallam en London's Burning el cual interpretó desde 1986 hasta la muerte del personaje en 1996. Ha aparecido en The Bill, A Touch of Frost, Dalziel and Pascoe, Heartbeat, New Tricks, Casualty, Staying Alive, Crossroads, Doctor Who, EastEnders y en películas como The Krays, Black Beauty y First Knight.
En 2016, se unió al reparto de la serie Game of Thrones en el episodio final de la sexta temporada como Wyman Manderly.